# Liste der Flüsse in New Hampshire
Aufgezählt sind alle Wasserläufe im US-Bundesstaat New Hampshire, die länger als 16 km (10 Meilen) sind oder staatlichen Uferschutz haben. Flüsse können dann Uferschutz haben, wenn sie die Flussordnungszahl 4 haben oder größer sind.

## Androscoggin River
- Androscoggin River
  - Chickwolnepy Stream 
  - Clear Stream
  - Dead River
  - Magalloway River
    - Dead Diamond River
      - East Branch Dead Diamond River
      - Little Dead Diamond River

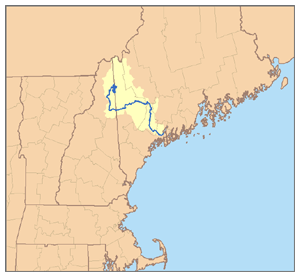
Einzugsgebiet des Androscoggin River in den Staaten New Hampshire und Maine

        - South Branch Little Dead Diamond River
        - West Branch Little Dead Diamond River

      - Middle Branch Dead Diamond River
      - West Branch Dead Diamond River

    - Little Magalloway River
      - Middle Branch Little Magalloway River
      - West Branch Little Magalloway River

    - Swift Diamond River
    - West Branch Magalloway River

  - Mollidgewock Brook
  - Moose Brook
  - Moose River
  - Peabody River
    - West Branch Peabody River

  - Rattle River
  - Wild River

## Connecticut River
- Connecticut River
  - Ammonoosuc River
    - Gale River
      - Ham Branch
      - North Branch Gale River
      - South Branch Gale River

    - Little River
    - Wild Ammonoosuc River
    - Zealand River

  - Ashuelot River
    - The Branch
      - Otter Brook

    - Mirey Brook
    - South Branch Ashuelot River

  - Blow-me-down Brook
  - Cold River
    - Great Brook

  - Halls Stream
  - Indian Stream
  - Israel River
    - South Branch Israel River

  - Johns River
  - Little Sugar River
  - Mascoma River
    - Indian River
    - Knox River

  - Mink Brook
  - Mohawk River
    - East Branch Mohawk River
    - West Branch Mohawk River

  - North Branch Millers River
  - Oliverian Brook
  - Partridge Brook
  - Perry Stream
  - Simms Stream
  - Sugar River
    - North Branch Sugar River
      - Stocker Brook

    - South Branch Sugar River

  - Tarbell Brook
  - Upper Ammonoosuc River
    - Nash Stream
    - North Branch Upper Ammonoosuc River
    - Phillips Brook
    - West Branch Upper Ammonoosuc River

## Merrimack River
- Merrimack River
  - Beaver Brook
  - Black Brook
  - Cohas Brook
    - Little Massabesic Brook
    - Sucker Brook

  - Contoocook River
    - Blackwater River
      - Frazier Brook

    - Gridley River
    - North Branch River
      - Beards Brook
        - Shedd Brook

    - Nubanusit Brook
    - Warner River
      - Lane River
      - West Branch Warner River

  - Little River
  - Nashua River
    - Nissitissit River

  - Pemigewasset River
    - Baker River
      - East Branch Baker River
      - South Branch Baker River

    - Beebe River
    - East Branch Pemigewasset River
      - North Fork Pemigewasset River

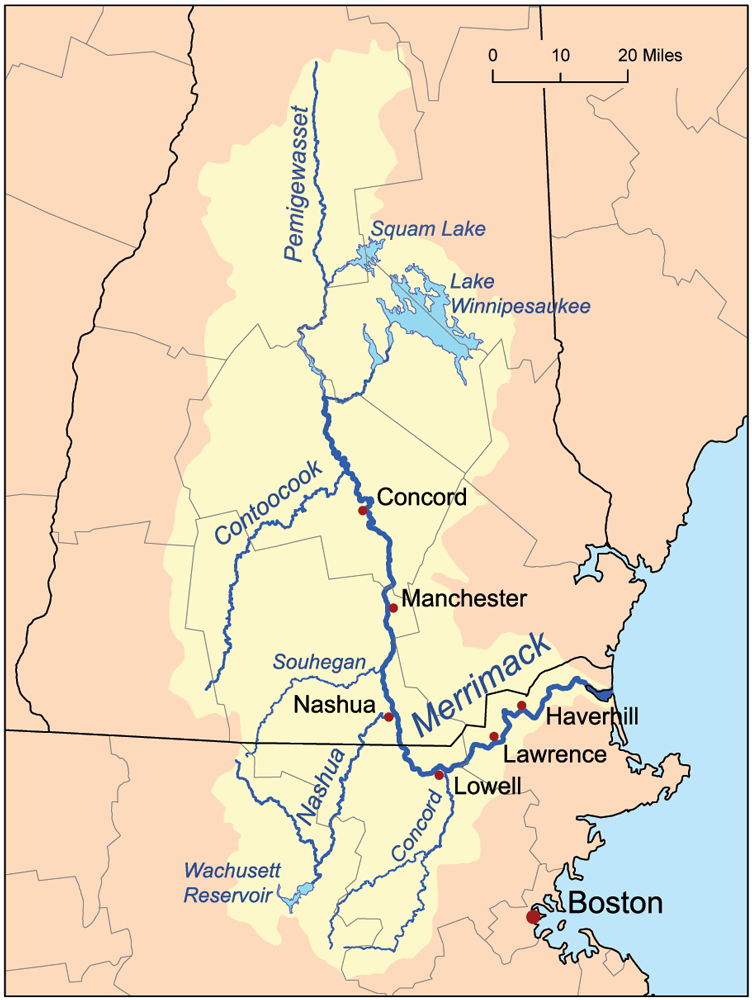
Einzugsgebiet des Merrimack River in den Bundesstaaten New Hampshire und Massachusetts

    - Lost River (aka Moosilauke Brook)
    - Mad River
      - West Branch Mad River

    - Newfound River
      - Cockermouth River
      - Fowler River

    - Smith River
    - Squam River

  - Piscataquog River
    - South Branch Piscataquog River
      - Middle Branch Piscataquog River

  - Powwow River
    - Back River

  - Soucook River
  - Souhegan River
    - Baboosic Brook
    - Purgatory Brook
    - South Branch Souhegan River
    - Stony Brook
    - West Branch Souhegan River

  - Spicket River
  - Suncook River
    - Bear Brook
    - Big River
      - Little River

    - Little Suncook River

  - Turkey River
  - Winnipesaukee River
    - Gunstock River
    - Melvin River
    - Merrymeeting River
    - Red Hill River
    - Tioga River

## Ossipee River
- Ossipee River
  - Bearcamp River
    - Chocorua River
    - Cold River
      - Whiteface River
        - East Branch Whiteface River

    - Swift River
      - Mill Brook
      - Wonalancet River

  - Lovell River
  - Pine River
    - Beech River
      - Dan Hole River

  - South River
  - West Branch
    - Deer River

## Piscataqua River und Atlantikküste
- Hampton River (Tide)
  - Blackwater River (Tide)
  - Browns River
  - Hampton Falls River
  - Taylor River
    - Drakes River
    - Old River
- Little River
- Piscataqua River (Tide)
  - Bellamy River
  - Cocheco River
    - Ela River
    - Isinglass River
      - Berrys River

    - Mad River
    - Rattlesnake River

  - Lamprey River
    - Little River
    - North Branch River
    - North River
      - Bean River

    - Pawtuckaway River
    - Piscassic River
      - Fresh River

  - Oyster River
  - Salmon Falls River
    - Branch River
      - Jones Brook

  - Squamscott River (Tide)
    - Exeter River
      - Little River (Exeter River, Brentwood)
      - Little River (Exeter River, Exeter)

  - Winnicut River

## Oberlauf des Saco River
- Saco River
  - Cold River
    - Little Cold River
    - Mad River
      - Middle Branch Mad River
      - South Branch Mad River

  - Dry River
  - East Branch Saco River

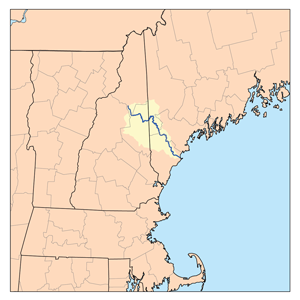
Einzugsgebiet des Saco River

    - East Fork East Branch Saco River

  - Ellis River
    - Cutler River
    - New River
    - Wildcat Brook

  - Rocky Branch
  - Sawyer River
  - Shepards River
  - Swift River
    - Pequawket Brook